# إيقاع بطيني ذاتي متسارع
الإيقاع البطيني الذاتي المتسارع (بالإنجليزية: Accelerated idioventricular rhythm)‏ هو إيقاع بطيني بمعدل يتراوح بين 40 و120 نبضة في الدقيقة. وعبارة «بطيني ذاتي» تعني «إيقاع متعلق أو مؤثر على البطين القلبي وحده». 
يمكن أن يكون المرض موجودا عند الولادة. إلا أنه ومع ذلك أكثر ارتباطا بضرر إعادة التروية عقب احتشاء عضل القلب.